# 延坪海战 (电影)
《延坪海戰》（韓語：연평해전）是韓國一部於2015年6月24日上映的人文感動紀實類戰爭電影，主要講述在2002年6月29日日韓世界盃舉辦季軍賽當日，發生於韓國西海延坪島附近的第二次延坪海戰，以及在這段史實中為國犧牲的年輕軍人們和家人、愛人、親友、同僚之間的真摯情誼與感人故事。此片更是韓國首次將戰爭片以3D形式拍攝，並搬到大銀幕的作品，從2014年7月份開拍，總共耗時近6個月輾轉各地拍攝，由李玹雨、金武烈、晉久共同主演。原定上映日期為2015年6月11日，但因各界反應熱烈而提前一日上映，定於2015年6月10日韓國上映。然而，因6月份韓國爆發MERS疫情，故又將首映日從原定的6月10日推遲至6月24日上映。

## 剧情
電影《延坪海戰》很多劇情取自真人真事，例如：尹永夏上尉堅持完成任務的態度，韓尚國（音譯）下士至死都緊握船舵，以及其他軍官們的人物塑造，都是參考自第二次延坪海戰倖存者們的證言，皆盡量以真實情況生動呈現，片中多數人物也是取自真實人物的姓名。但仍有部分情節人物為劇情需要而改編甚至虛構化，例如：欺負朴東赫上兵的李兵長便是虛構人物；至於韓下士手的問題、對同僚下屬的一些照顧情節，以及朴東赫母親在片中是與兒子用手語溝通的聾啞人士，便與真實人物原型有些不同的改編之處。有關朴東赫母親的設定，導演表示：「主要是覺得失去孩子的母親的心情是無法透過採訪等用言語表達的，所以才有此設定。」

## 演員陣容
因各國國情不同，以下角色軍銜請參考大韓民國海軍。

### 主要角色
- 金武烈 飾演 尹永夏（韓文名：윤영하，第二次延坪海戰中獵鷹357號高速艇之艇長尹永夏上尉，逝後追晉少校）
- 晉久 飾演 韓尚國（音譯，韓文名：한상국，第二次延坪海戰中獵鷹357號高速艇之操舵長，下士，逝後追晉中士。電影放映後再追晉上士）
- 李玹雨 飾演 朴東赫（朝鲜语：박동혁 (1981년)）（韓文名：박동혁，第二次延坪海戰中獵鷹357號高速艇之海軍醫務兵朴東赫（朝鲜语：박동혁 (1981년)）上兵，逝後追晉兵長）

### 其他角色
- 金志勳 飾演 趙天衡（音譯，韓文名：조천형，第二次延坪海戰中獵鷹357號高速艇之海軍下士，逝後追晉中士）
- 張俊學（朝鲜语：장준학） 飾演 黃道賢（音譯，韓文名：황도현，第二次延坪海戰中獵鷹357號高速艇之海軍下士，逝後追晉中士）
- 朱熙重（朝鲜语：주희중） 飾演 徐厚元（音譯，韓文名：서후원，第二次延坪海戰中獵鷹357號高速艇之海軍下士，逝後追晉中士）
- 李莞 飾演 李熙皖（朝鲜语：이희완 (군인)）[9]（音譯，韓文名：이희완，第二次延坪海戰中獵鷹357號高速艇之海軍中尉副艇長）
- 金河均（朝鲜语：김하균） 飾演 水手長，海軍上士
- 韓成勇（朝鲜语：한이진） 飾演 李兵長
- 張義秀 飾演 金勉秀（音譯，韓文名：김면수，原型人物為第二次延坪海戰中獵鷹357號高速艇之김면수上兵）
- 權偲儇 飾演 金承鉉（音譯，韓文名：김승현，原型人物為第二次延坪海戰中獵鷹357號高速艇之김승환上兵）
- 姜漢泉 飾演 權基亨（音譯，韓文名：권기형，第二次延坪海戰中獵鷹357號高速艇之海軍上兵）
- 金東範（朝鲜语：김동범） 飾演 金泰中，一等兵。（原型人物為電影《延坪海戰》首版預告中現身說法的獵鷹357號高速艇之通訊兵金容泰，音譯。）
- 李哲民 飾演 232編隊長，海軍少校
- 朴正赫（朝鲜语：박정학） 飾演 李大校，朝鮮人民軍警備艇684號指揮官
- 千敏熙（朝鲜语：천민희） 飾演 韓尚國之妻

### 特別出演
- 李清娥 飾演 崔上尉
- 宋在浩（朝鲜语：송재호） 飾演 尹斗浩
- 鮮于載德 飾演 年輕時期的尹斗浩
- 金姬貞 飾演 朴東赫之母
- 崔鐘煥 飾演 北韓高層幹部
- 鄭周里（朝鲜语：정주리） 飾演 探視的女子

## 制作

### 製作動機
海軍出身的金學詢（音譯）導演於2013年1月接受採訪時，曾感慨地表示：「11年前的戰爭(第二次延坪海戰)，有6名海軍戰死18名負傷，並以357號高速艇沉没的惨痛代價結束了戰争。但是這些竟然没有留在韓國人民的記憶中，這是十分慚愧的事情。」遂欲以取材自第二次延坪海戰之真實事件，並以戰死的6名海軍為原型，所改編撰寫的崔順兆(音譯)作家的小說《延坪海戰》作為劇本，企圖打造出投資規模達100億韓元的韓國戰爭電影，並為了增加觀眾實感，將採3D形式拍攝。

### 製作過程
2009年到2010年間，其實曾有數位導演想以第二次延坪海戰為題材拍攝電影，例如：郭景澤導演的《美麗的我們》之製作計劃，以及白雲學(音譯)導演，也曾企圖以相似片名「延坪海戰」為題製作電影，但最終卻都因天安艦事件和延坪島砲擊事件而不得不無限期延遲，眾多投資者也無果而終。
Rosetta cinema製片公司代表金學順(音譯)導演是海軍出身，遂其早在2006年開始，就企劃了第二次延坪海戰的相關電影，並決定和製作者們做出各種準備，循序漸進地製作電影；2007年，順利取得崔順兆(音譯)作家的小說《延坪海戰》之相關版權；只是在2010年間，因各類事件和政治敏感度等問題，金學順導演的電影製作計畫也被迫中止一段時間；但其並未就此放棄，終於在2012年6月，電影《NLL-延坪海戰》得以正式製作，並再次執導。
金學詢導演為了能生動地拍攝出真實的戰爭場面與實況，多次探訪第二次延坪海戰的倖存者，並至海軍訓練場收集資料，也不間斷地參與每年韓國全國對第二次延坪海戰殉職者的追悼紀念儀式，並慰問遺屬。然而，電影重新製作與開拍並非易事，期間固然得到韓國電影振興委員會、韓國國防部、海軍、空軍的支援與幫助，但外部投資等預算卻遠遠不足，故而曾讓演員和工作人員志願性地以不支薪的方式參與拍攝；其後更為了縮減預算，而將純製作費減少為最低的60億韓元，但仍有不足部份只能中斷拍攝，開放一般民眾參與募捐以籌集製作費，終於在2013年9月止，募集到27億韓元的贊助基金。
其後，又經歷投資公司、發行商和演員替換離開等曲折，終於在2014年6月與晉久、李玹雨協調出演後，將再度復拍，此片亦將是韓國電影史上首部3D戰爭片。
電影《延坪海戰》於7月末在鎮海開拍，經歷了6個月的拍攝後，預計將於12月中旬殺青。同甘共苦的演員們因要離開產生感情的片場而感到遺憾。因長期拍攝，身為主演的金武烈、晉久和李玹雨三人之間也產生了深厚的感情，在拍攝最後一場戲結束的時候，他們三個人也轉達了相互之間的感激之情以及無法繼續拍攝的遺憾之情。

### 製作情況
在確定三位主演時，他們即曾表達過自己對這部電影的看法。
其中，金武烈将《延坪海战》选为退伍之后的首部回归作品，他表示：“就在读剧本的时候，下定决定要摒弃其他杂念，专心来演这个电影，用好的作品报答大家的等待。” 
晉久表示：“这部电影讲述的是我们国家悲痛的真实历史事件。希望《延坪海战》能成为安慰大家受伤心灵的电影。” 
李玹雨则说：“剧本很扎实，更重要的是朴东赫这个角色虽然年纪小，但很有想法，也有很强的责任心。”
该片定档於2015年6月上映，时隔13年，同样是在6月，用电影唤起人们对当时的记忆，也有着特别的意义。而且该片还将以2D、3D版本同时上映，更令观众期待。
電影《延坪海戰》以製作時間長而成為話題，在歷經投資、發行公司改變，製作中斷等事件後，耗費7年時間終於製作完成，該電影的純製作費60億韓元中有近一半來自各方的捐款，參與製作的金導演表示：「來自各方捐款的壓力，也是讓我最後製作好作品的原動力，促使我無條件負責任地努力創造好電影。」而在民眾贊助捐款方面歷屆最高的電影《延坪海戰》，即將於2015年6月11日上映。
《延坪海戰》中演員所穿的海軍軍服都是由電影製作團隊的服裝管理組親自製作，根據不同位階、不同場合，而製作出各類不同的海軍制服，穿在展現出海軍身段和姿態的演員身上真有讓人信以為真，認為是實際海軍的感覺。
電影《延坪海戰》當初製作經費不足，2013年舉行義賣，先後三次募款，民眾贊助捐款達到歷屆最高，片尾電影製作方要感謝的就多達7千人；此外也求助了銀行，中小企業銀行(IBK)看了劇本後也投資了30億韓元，使這部紀實電影規模達80億韓元。

## 發行

### 先行海報及首次預告公開
發行方原定為CJ E&M，之後轉由NEW發行。2015年4月23日曝光的先行海報罕有的未見主演的身影，而是以2002年日韓世界盃時，韓國市民們身穿紅色球衣聚集在首爾市廳廣場附近，為韓國足球代表隊進行應援的畫面作為海報主體，海報上還寫著：「2002年6月，世界盃的喊聲：延坪島的槍聲。他們所有人都曾為了大韓民國而戰鬥。」加上先行預告片的內容，也讓觀眾對於影片中所還原的延坪海戰實況感到非常好奇和期待。
《延坪海戰》憑著豐富的劇本，被稱為2015年上半年最具話題的電影。其公布的先行預告片，即是邀請曾經歷過第二次延坪海戰的倖存者，以採訪的形式展開，預告片揭示出在世界盃的熱烈歡呼聲中和平淡的日常生活中，所發生的難以預想的交戰，採訪中仍然傳遞出十足的緊迫感。 生還隊員在預告片中所說的最後一句話：「現在也很感謝他們，很想念他們。」令人聞之鼻酸。
2015年4月23日電影《延坪海戰》公布上映日期後，當天下午即以「延坪海戰 6月11日 上映」的韓文關鍵字登上韓網NAVER熱門新聞搜索第9名。之後更以電影片名「延坪海戰」的韓文關鍵字登上韓網NAVER即時搜索1位。
《延坪海戰》發佈先行預告片後首日，即非比尋常地突破100萬點擊率，在韓國門戶搜索網站NAVER的評論數高達1083筆，並成為該網站的熱門搜索關鍵字1位，李玹雨在個人Instagram上載電影《延坪海戰》的先行海報，並發表感謝之意的照片也登上了熱門榜。由此可見，此片在韓國所受到的關注程度。

### 主海報及首波劇照公開
2015年4月28日，電影《延坪海戰》主海報公開，加入了三位主演的身影畫面。其中金武烈飾演的尹永夏上尉，展現出原則主義者，堅定不移地守衛國家的模樣；晉久飾演的韓尚國(音譯)下士，則表露出內心充滿遺憾的情緒和氛圍；李玹雨飾演的擁有溫暖關懷之心的朴東赫上兵，則是以極富號召力的眼神，引發觀眾對那天事件的好奇與關心。在世界盃充斥著歡呼喊叫聲的瞬間，發生了超出預料的海戰，將兩者對比呈現的主海報上則寫著：「2002年6月，在大韓民國都染红的日子中，更加火热的他们的故事。」提醒韓國民眾在歡慶世界盃的同時，所忘記的同樣在2002年曾發生的那些軍人們的真實故事。
2015年4月29日，電影《延坪海戰》公開首波劇照，其首次預告片累計點擊率已突破200萬，正在成為話題的《延坪海戰》，躍升為2015年上半年最熱門的電影，也預告出觀眾對電影的期待。而在公開的劇照中，不僅是緊迫戰鬥的瞬間，主角們與家人一度平和的場面，還有和隊員們一起為世界盃助威的情景等，三位主演都完美消化了真實人物當時應有的樣貌。
因音樂劇和電影等作品獲得演技認可的金武烈，飾演原則主義領導者尹永夏上尉，展現出理性和感性兼具的演技，並表示：「作為大韓民國的军人，我接到该作品时心情十分复杂，這也是我退伍后的第一部作品，所以意义深刻。」而以電影《26年》、《標靶》、《鳴梁》等作品累積觀眾信任的晉久，則出演具有奉獻精神、純良性格和傷痛內心的掌舵手韓尚國(音譯)下士，他表示：「我被剧本和充滿人情味的角色吸引，所以毫不猶豫地選擇接演；而且我也是海军出身，希望能通过影片傳達軍人們的故事，並向保護我們的军人们致敬。」至於在電影《偉大的隱藏者》、《技術者們》中呈現穩定演技的李玹雨，飾演的則是細膩貼心、樂於助人的朴東赫上兵，其表示：「我饰演东赫这个角色的时候，因为这个角色年纪和我差不多，所以我心情很沉痛和遗憾。我也总想如果延坪海战当时，我在現场的话会怎么做。」而其亦憑著精彩的演技和感染力極強的眼神吸引住觀眾們的視線。

### 電影製作發布會及試映會
2015年5月6日舉辦電影《延坪海戰》製作發布會，金武烈、晉久、李玹雨及導演金學詢(音譯)出席，講述了第二次延坪海戰發生當時自己的回憶、電影拍攝感受，以及演員之間融洽的相處與默契的交流等等。導演也表示電影將製作成3D版本，讓觀眾更能切身且生動地感受，而電影中也將有30分鐘左右的戰爭場景。
2015年5月11日公布電影《延坪海戰》主預告，除邀請當年第二次延坪海戰的倖存者談及對尹永夏艇長、韓相國(音譯)下士、朴東赫上兵的看法外，本次公開的預告片還展現了驚心動魄的海戰場面。預告片開頭，虎頭海雕357號在風和日麗的天氣中準備出海，艇長尹永夏上尉(金武烈 飾)指揮大家訓練，韓尚國(音譯)下士(晉久 飾)和包含朴東赫上兵(李玹雨 飾)在內的軍隊隊員們，則呈現了深夜一起在艦橋上吃拉麵的其樂融融的畫面；2002年韓日世界盃期間，隊員們正在為運動員加油，突如其來的戰鬥爆發了。電影生動地再現了第二次延坪海戰當時的情景，和平的日常生活與緊張的戰鬥形成鮮明對比。生死一線之間，摯愛家人的面容又浮現在眼前——尹永夏上尉是海軍出身的父親的驕傲，韓尚國(音譯)下士有一個深愛的妻子，朴東赫上兵是媽媽唯一的兒子，和家人在一起的畫面交錯出現，令人無比動容。各位演員的表現也可圈可點。
2015年5月18日電影《延坪海戰》三位主演的角色海報公開，分別呈現出三位主角和家人之間溫暖感性的畫面，以及三位主演在戰場上充滿緊張壓迫感的樣子，配上各角色在面對家人和戰場時不同的宣示標語，更引人感動。
2015年6月1日電影《延坪海戰》舉行大規模試映會，除媒體記者外，第二次延坪海戰倖存者、遺屬，以及參與電影《延坪海戰》募資的群眾均可參加；而在試映會後，參與的遺屬們更表示：「電影中99%的場面，好像真實的畫面再現眼前，讓人不禁流下眼淚。」

### 海外版權販售與上映
電影發行商NEW於2015年7月3日表示：《延坪海戰》將於2015年7月16日在澳大利亞的墨尔本、奥克兰、基督城等大洋洲7个城市上映，並將於2015年7月17日在美國的纽约、洛杉矶、华盛顿、亚特兰大、达拉斯等北美13个城市上映。此外，也將於2015年下半年在香港、澳門、菲律賓、緬甸等國家地區上映。

## 票房

### 韓國票房
2015年6月24日《延坪海戰》上映首日即奪下單日票房冠軍寶座，動員了15万3382名的首映观影人数，夺得了韩国单日票房冠军。
首映当天下午3时电影《延坪海战》的预售率即占据了第1位，超越《侏罗纪世界》等电影。在韓年輕人看過電影後，也紛紛感動落淚。男性洗手间里最常听到的声音是“很悲痛”“你也哭了吧”等。当天CGV裡预售电影票的人当中，女性为63%，男性为37%。从年龄分布来看，20代的核心观众为61%，依次为30代（23%）、40代（10%）、10代（6%）。一位网民留言称：“人们认识到2002年世界杯时发生的真正历史，这部电影就有价值。”电影的原著小说《延坪海战》作者表示，“这里不需讨论政治色彩。”“他们牺牲自己并不是为了政治目的，只是尽到责任而已。”
2015年6月25日《延坪海戰》上映次日，连续两天登顶当日票房排行榜，累计观众达到33.3013万人次。
2015年6月25日是韩国战争（朝鲜战争）爆发65周年，而延坪海战是21世纪在韩国发生的首场战争，因此当天《延坪海战》上映影厅数和上映次数都有所增加，观众人数和票房收入分别较前一天增长10%和30%。而且第二天的票房也較首日增加了1萬6888名觀影人次，開屏數和上座率等均有增加，被稱為票房綠燈，觀眾評分更達到9分的評價，也值得肯定。
2015年6月28日上午7時，電影《延坪海戰》順利突破100萬以上觀影人次，且已連續四天登上單日票房排行榜冠軍寶座。電影《延坪海戰》於26~28日間，總計在全國1013個電影院吸引110萬5396人入場觀賞。累計觀影人次已達到了143萬8311人，成績斐然。
2015年6月29日在第二次延坪海戰13周年這天上午，電影《延坪海戰》累計票房突破150萬觀影人次，成為該年度最短時間突破150萬觀眾的韓國電影。
2015年7月1日電影《延坪海戰》上映第8天，累計票房突破200萬觀影人次，再度創下2015年韓國本土電影紀錄，成為該年度最早突破200萬觀眾的韓國電影。
2015年7月5日，電影《延坪海戰》上映第12天，累計票房突破300萬，是該年韓國本土電影中最快的速度，主要觀眾落在年輕族群，特別是在20多歲的女性觀眾中形成熱賣旋風。
2015年7月7日《延坪海戰》單日票房153,017，累計票房3,516,333，突破350萬觀影人次，並以驚人後勁，在7月7日、7月8日持續反超《終結者5》(自2015年7月2日上映即登上單日票房榜第1)，重奪單日票房排行榜冠軍。
2015年7月11日電影《延坪海戰》突破400萬觀影人次，是2015年首部票房突破400萬觀眾的韓國電影。
2015年7月16日，電影《延坪海战》突破500万观影人次，成為2015年首部突破500万观影人次的韩國電影。特別是電影上映時間已進入第4周，仍受到熱烈歡迎，在20多歲、30多歲等年齡層的觀眾中達到60%的支持，發行方NEW更因此公开主演金武烈、李玹雨的祝贺感謝影片。
2015年7月29日，根據韓國電影振興委員會統計，《延坪海戰》於當日下午6:30突破600萬觀影人次，在2015年上映的韓國電影中，《延坪海戰》為首部突破600萬觀眾的韓國本土電影；此外，《延坪海戰》在北美、大洋洲上映後，作為2015年於北美上映的韓國電影中，首周即創下最高票房佳績的情況，也預示著長期賣座的可能。
最終，根據韓國電影票房信息系統KOBIS統計，在韓國全國的最終總票房為6,044,888觀影人次。

### 海外票房
電影《延坪海戰》2015年7月17日於北美上映，首周票房即突破10萬美元(實際獲得10萬8255美元)，這是2015年在北美上映的韓國電影中最好的成绩！超越《江南1970》(北美首周票房1萬8022美元)、《朝鮮名偵探》(北美首周票房5萬7663美元)，甚至是《鳴梁》(北美首周票房5萬1431美元)、《國際市場》(北美首周票房3萬3880美元)的2倍票房。電影也獲得熱烈好評，諸如：海上戰鬥的特效場面非常熟練，讓人想起《搶救雷恩大兵》等讚譽。

## 榮譽獎項

### 第52屆大鐘獎
| 年份 | 頒獎禮                     | 獎項           | 入圍者       | 結果 |
| ---- | -------------------------- | -------------- | ------------ | ---- |
| 2015 | 第52屆大鐘獎               | 最優秀作品獎   | 《延坪海戰》 | 提名 |
| 2015 | 第52屆大鐘獎               | 最佳劇本       | 金學詢       | 提名 |
| 2015 | 第52屆大鐘獎               | 最佳剪輯       | 崔閔英       | 提名 |
| 2015 | 第52屆大鐘獎               | 尖端技術特別獎 | 鄭道安       | 提名 |
| 2015 | 第52屆大鐘獎               | 最佳新人男演員 | 李玹雨       | 提名 |
| 2015 | 第30屆韓國最佳著裝獎頒獎禮 | 最佳新人獎     | 李玹雨       | 獲獎 |

### 第49屆休士頓國際影視展
- 最佳男配角獎（獲獎）：李玹雨[60]
- 評審委員特別獎（獲獎）：《延坪海战》[61]
- 最佳男主角獎（提名）：金武烈[62]

### 其他榮譽獎項
- 無償出演電影《延坪海戰》的金武烈、晉久、李玹雨和導演獲得韓國國防部頒發的「西海守護者」徽章，這也是韓國首次由民間人士、非軍政人員獲得徽章。[63]惟因韓國爆發MERS疫情，除原定於2015年6月10日上映的電影延至6月24日上映外，原定於6月8日上午11時於韓國平澤2艦隊舉行的「西海守護者」徽章授予儀式和海軍試映會等行程也被迫取消。[64]

- 2015年7月28日，獲韓國影像等級委員會評選為青少年的優質好電影。[65]

- 光復70周年第一屆韓國愛心實踐大賞獲獎者之一：《延坪海戰》金學詢 導演。[66]

- 2015年第23屆韓國文化演藝大賞─最佳作品獎、最佳導演獎。[67]

- 2016年首屆金羊獎澳門國際電影節─最佳攝影獎：《延坪海战》Kim Hanksoom金道熙。[68]

## 評價
- 将观众带回13年前6月的电影《延坪海战》（导演金學詢）获得了9.3分（CGV网站总计），观众的好评如潮。2002年守卫韩国西海NLL(北方限界线)的虎头海雕357号与《鸣梁》、《国际市场》不同，讲述的是同时代被遗忘的青春的故事，是更具有现实感的悲剧。观众们将电影中的名场面上传到SNS或网站。义务兵朴东赫上兵（李玹雨饰）的母亲要求挽救停止呼吸的儿子、手持电击器嚎啕大哭的场面，从沉没的虎头海雕357号中打捞掌舵长韩相国（晋久饰）下士尸体的场面，357号艇长尹永夏（金武烈饰）上尉的父亲紧紧抱住儿子遗留下的军服的场面等均经常被提起。[69]

- 韩国电影一向以深刻反映社会现实著称，另一方面，韩国也不乏弘扬主旋律的“爱国主义电影”。而且，韩国导演总是能用更具人情味的表现手法、更加市场化的运作方式，拉近主旋律电影与观众的距离，创作出既叫好又卖座的经典电影。2002年6月，正当整个韩国都沉浸在历史性打进世界杯四强的巨大喜悦中时，在朝鲜半岛西部黄海海域的延坪岛附近，朝鲜和韩国的海军舰艇展开了激烈的交战…… 作为韩国首部3D战争片，精湛的特效镜头逼真地再现了当时朝韩舰艇激烈交战的宏大场面，当朝鲜警备艇发射的85mm炮集中打击在韩舰驾驶室时，电影院也像船一样动摇。屏幕里，弹片散落在鲜血淋漓的甲板上，火焰升腾，耳朵嗡嗡响，观众好像身处2002年6月29日的虎头海雕357号上。尽管这是一部不折不扣的战争片，但是在这部根据真实事件拍摄的影片中，导演以几个小人物为主线刻画出了年轻军人们和家人、爱人、亲友、同僚之间的真挚情谊与感人故事，引发了观众的共鸣。尤其是在电影的结尾，银幕上交错回放着13年前的真实影像资料，悲痛欲绝的军人遗属和战友们口述历史的画面，更是连连引爆观众的泪点。凭借着特效和催泪两大元素，这部影片引爆了今夏韩国票房的热点。作为上映同时在票房、上座率、预售率榜单上均排名第一的电影，《延坪海战》刷新了韩国电影史上的新纪录。 同时为电影加分的还有精彩紧凑的剧情和颜值颇高的实力主演，使年轻人和女性成为贡献票房的两大主力。[70]

## 影響
- 2015年6月25日，大韓民國前總統李明博率領親信幕僚及隨扈前往電影院觀看《延坪海戰》。[71]同日，韓國國會也舉辦了電影《延坪海戰》的上映會，導演金學詢(音譯)及同名原著小說作者崔順兆(音譯)作家陪同參與。[72]

- 2015年6月30日，電影《延坪海戰》上映後，韓國政治圈掀起推進對6名殉職軍官從「殉職公務員」升格為「戰死者」的禮遇，並提高對遺屬的撫恤待遇的討論。[73]但在7月2日韓國國會擬針對第二次延坪海戰殉職軍官修訂特別法時，韓國國防部卻表示基於其他戰死者的賠償平衡性，而感到為難。據悉因第二次延坪海戰而殉職的軍官遺屬們原本獲得的國家撫恤金，故尹永夏少校是6500余万韩元，故韩尚国(音譯)中士是3800余万韩元，而故朴东赫兵长則是3000多万韩元。[74]最終，這項特別法在7月4日因各黨意見分歧而於國會遭到否決。[75]

- 2015年7月10日，電影《延坪海戰》熱映時，第二次延坪海戰殉職軍官韓尚國(音譯)中士，在時隔13年後終獲追晉為上士。[76]

- 2015年7月13日，在電影《延坪海戰》票房即將突破500萬觀影人次之際，韓國政府時隔13年後擬推進將第二次延坪海戰戰死者聯合安葬的計劃。過去因殉職軍官去世、下葬時間，以及位階的不同，六名軍官的墓地間隔150~170公尺，不方便一般民眾前往弔唁的問題將會獲得解決。[77]

## 外部鏈接
- NAVER上《延坪海战》的資料
- Daum上《延坪海战》的資料

- 韩国电影数据库（KMDb）上《延坪海战》的資料